# Deutschvölkische Reichspartei
El Deutschvölkische Reichspartei (DVRP, Partido del Reich Nacional Alemán) fue un pequeño partido "völkisch" que participó en las elecciones al Reichstag en diciembre de 1924 solo en el distrito electoral de Baden, sin recibir ningún escaño.
El iniciador del partido fue Arnold Ruge, un filósofo y ex profesor privado de la Universidad de Heidelberg, cuya licencia de enseñanza había sido revocada después de un discurso antisemita en 1920 por insultar al rector de la universidad y un docente. Ruge se mudó a Munich, donde participó activamente en el Deutschvölkischer Schutz- und Trutzbund y estuvo en contacto con el NSDAP . A principios de 1923 se distanció del Partido Nazi, pero no de Hitler. Ruge acusó a los nacionalsocialistas de haber traicionado los verdaderos mandamientos völkisch y anticapitalistas a través de una alianza con el DNVP, además según Ruge, Hitler estaba rodeado de “escoria”.
Después de cumplir una sentencia de prisión en Baviera, Ruge regresó a Baden en el verano de 1924, donde buscó contacto con los nacionalsocialistas y seguidores de la ideología völkisch, quienes rechazaron la dirección del Partido Nacionalsocialista de la Libertad (NSFP). El NSFP, una alianza de nacionalsocialistas y grupos étnicos, sirvió como organización sustituta del NSDAP, que fue prohibido después del golpe de Hitler en 1923. Ruge encontró apoyo en la zona de Karlsruhe, donde se le unieron, entre otros, Robert Roth y Willi Worch.
Tras la sorpresiva disolución del Reichstag el 21 de octubre de 1924, Gregor Strasser, representante de los nacionalsocialistas por el NSFP, prometió a Ruge la candidatura en el distrito electoral de Baden. A pesar de tener derecho a dar instrucciones, Strasser no pudo hacerse valer frente a la asociación estatal del NSFP. Un folleto de la NSFP describió a Ruge como un "traidor" que era "conocido hasta el punto del ridículo como demagogo político y visionario".
En las elecciones al Reichstag de diciembre de 1924, el DVRP solo se presentó en el distrito electoral de Baden; Los candidatos fueron Ruge y Roth. El DPRP recibió 3.405 votos; se quedó en el 0.3 % en Baden por detrás del NSFP, que alcanzó allí un 1.9 %. El DVRP logró resultados por encima del promedio en el norte de Baden en el triángulo entre las ciudades de Karlsruhe, Mannheim y Wertheim y en los distritos del sur de Baden de Emmendingen y Lörrach. En la ciudad natal de Roth, Liedolsheim, 35,9% votaron para el DPRP, en las cercanías de Linkenheim y Staffort fue 9.0% y 14,5% respectivamente.
Roth y Worch se unieron al NSDAP después de su readmisión en 1925; Worch luego se convirtió en líder distrital del NSDAP en Karlsruhe; Desde 1930, Roth fue miembro del Reichstag por los nacionalsocialistas. A finales de 1932, Hitler se negó bruscamente a trabajar con Ruge.